# Provincia di Leyte Meridionale
La provincia di Leyte Meridionale (in inglese: Southern Leyte, in filippino: Timog Leyte, in cebuano: Habagatang Leyte) è una provincia delle Filippine nella regione di Visayas Orientale. Occupa la parte meridionale dell'isola di Leyte e il suo capoluogo è Maasin.

## Storia
Nella città-isola di Limasawa, estremo sud della provincia, si dice che vi sia stata celebrata la prima messa cristiana di tutto l'estremo oriente, quando Ferdinando Magellano vi arrivò nel 1521.
La provincia di Leyte Meridionale si è separata da quella di Leyte il 22 maggio 1959 per effetto del Republic Act No. 2227.
Il 17 febbraio 2006, a seguito di un terremoto di magnitudo 2,6 e a causa delle intensissime piogge dei giorni precedenti, si è avuta una serie di frane che hanno causato distruzione e morti nelle municipalità di Saint Bernard e Sogod. 16 vittime accertate, 1500 dispersi e migliaia di senzatetto. Nel 2003 un'altra frana aveva colpito la municipalità di San Francisco causando 200 vittime.

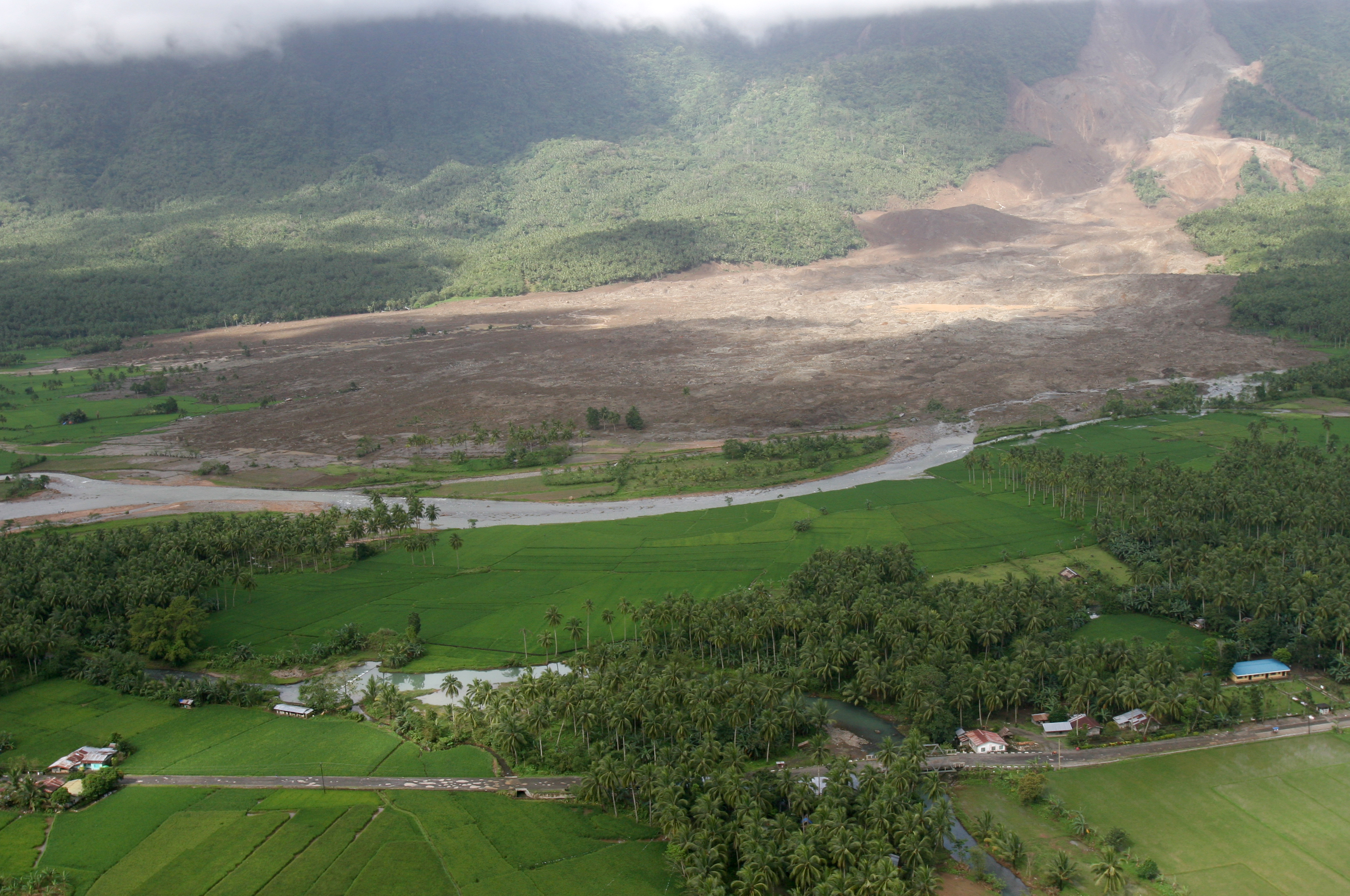
Frana del 2006

## Geografia fisica
La provincia occupa la parte meridionale dell'isola di Leyte, che per i restanti tre quarti centro-settentrionali è occupata dalla provincia di Leyte. La costa meridionale è caratterizzata da una grande insenatura, la baia di Sogod, ad est della quale si trova l'isola di Panaon, la maggiore di tutta la provincia. Immediatamente a sud di Panaon e della piccola isola di Limasawa c'è lo stretto di Surigao oltre il quale si trova l'isola di Mindanao, e in particolare la provincia di Surigao del Norte. Ad ovest c'è l'isola di Bohol, ad est quella di Dinagat e il Mare delle Filippine.
Il territorio è per lo più pianeggiante o collinare; solo nella parte più interna si erge una catena montuosa le cui vette più elevate sfiorano i 1.000 m s.l.m.

## Geografia antropica

### Suddivisioni amministrative
Leyte Meridionale è composta da una città componente e 18 municipalità.

#### Città
- Maasin

#### Municipalità
| - Anahawan - Bontoc - Hinunangan - Hinundayan - Libagon - Liloan - Limasawa - Macrohon - Malitbog | - Padre Burgos - Pintuyan - Saint Bernard - San Francisco - San Juan - San Ricardo - Silago - Sogod - Tomas Oppus |

## Economia
L'agricoltura (riso, banane, copra) e la pesca sono le voci principali dell'economia di Leyte Meridionale.